# Берцо-Сан-Фермо
Берцо-Сан-Фермо (італ. Berzo San Fermo) — муніципалітет в Італії, у регіоні Ломбардія, провінція Бергамо.
Берцо-Сан-Фермо розташоване на відстані близько 480 км на північний захід від Рима, 65 км на північний схід від Мілана, 19 км на схід від Бергамо.
Населення — 1356 осіб (2014).
Щорічний фестиваль відбувається 9 серпня. Покровитель — San Fermo.

## Демографія
Населення за роками:

Станом на 1 січня 2023 року в муніципалітеті офіційно проживало 176 іноземців з 25 країн, серед них 45 громадян країн Євросоюзу та 2 громадяни України.

## Сусідні муніципалітети
- Адрара-Сан-Мартіно
- Борго-ді-Терцо
- Ентратіко
- Форесто-Спарсо
- Гроне
- Вігано-Сан-Мартіно